# Oratory
Oratory – zespół muzyczny z Portugalii grający power metal, założony w 1994.

## Muzycy

### Obecny skład zespołu
- Ana Lara – śpiew
- António Silva – instrumenty klawiszowe
- João Rodrigues – perkusja
- Miguel Gomes – gitara
- Rui Santos – gitara basowa
- Pedro Cabral – perkusja

### Byli członkowie
- Marco Alves – śpiew

## Dyskografia
- Enchantation (1996)
- Sarcastic Soul (1997) (EP)
- The Last Prophecy (1999) (EP)
- Illusion Dimensions (2000)
- Beyond Earth (2002)
- Interludium (2005) (EP)